# Danh sách tiểu hành tinh: 5301–5400
| Tên                  | Tên đầu tiên | Ngày phát hiện       | Nơi phát hiện            | Người phát hiện                                        |
| -------------------- | ------------ | -------------------- | ------------------------ | ------------------------------------------------------ |
| 5301 Novobranets     | 1974 SD3     | 20 tháng 9 năm 1974  | Nauchnij                 | L. V. Zhuravleva                                       |
| 5302 Romanoserra     | 1976 YF5     | 18 tháng 12 năm 1976 | Nauchnij                 | N. S. Chernykh                                         |
| 5303 Parijskij       | 1978 TT2     | 3 tháng 10 năm 1978  | Nauchnij                 | N. S. Chernykh                                         |
| 5304 Bazhenov        | 1978 TA7     | 2 tháng 10 năm 1978  | Nauchnij                 | L. V. Zhuravleva                                       |
| 5305                 | 1978 VS5     | 7 tháng 11 năm 1978  | Palomar                  | E. F. Helin, S. J. Bus                                 |
| 5306 Fangfen         | 1980 BB      | 25 tháng 1 năm 1980  | Harvard Observatory      | Harvard Observatory                                    |
| 5307 Paul-André      | 1980 YC      | 30 tháng 12 năm 1980 | Anderson Mesa            | E. Bowell                                              |
| 5308 Hutchison       | 1981 DC2     | 28 tháng 2 năm 1981  | Siding Spring            | S. J. Bus                                              |
| 5309 MacPherson      | 1981 ED25    | 2 tháng 3 năm 1981   | Siding Spring            | S. J. Bus                                              |
| 5310 Papike          | 1981 EP26    | 2 tháng 3 năm 1981   | Siding Spring            | S. J. Bus                                              |
| 5311                 | 1981 GD1     | 3 tháng 4 năm 1981   | Lake Tekapo              | A. C. Gilmore, P. M. Kilmartin                         |
| 5312 Schott          | 1981 VP2     | 3 tháng 11 năm 1981  | Tautenburg Observatory   | F. Börngen                                             |
| 5313 Nunes           | 1982 SC2     | 18 tháng 9 năm 1982  | La Silla                 | H. Debehogne                                           |
| 5314 Wilkickia       | 1982 SG4     | 20 tháng 9 năm 1982  | Nauchnij                 | N. S. Chernykh                                         |
| 5315 Balʹmont        | 1982 SV5     | 16 tháng 9 năm 1982  | Nauchnij                 | L. I. Chernykh                                         |
| 5316 Filatov         | 1982 UB7     | 21 tháng 10 năm 1982 | Nauchnij                 | L. G. Karachkina                                       |
| 5317 Verolacqua      | 1983 CE      | 11 tháng 2 năm 1983  | Palomar                  | C. S. Shoemaker                                        |
| 5318 Dientzenhofer   | 1985 HG1     | 21 tháng 4 năm 1985  | Kleť                     | A. Mrkos                                               |
| 5319 Petrovskaya     | 1985 RK6     | 15 tháng 9 năm 1985  | Nauchnij                 | N. S. Chernykh                                         |
| 5320 Lisbeth         | 1985 VD      | 14 tháng 11 năm 1985 | Đài thiên văn Brorfelde  | P. Jensen, K. Augustesen, H. J. Fogh Olsen             |
| 5321 Jagras          | 1985 VN      | 14 tháng 11 năm 1985 | Brorfelde                | P. Jensen, K. Augustesen, H. J. Fogh Olsen             |
| 5322                 | 1986 QB1     | 26 tháng 8 năm 1986  | La Silla                 | H. Debehogne                                           |
| 5323 Fogh            | 1986 TL4     | 13 tháng 10 năm 1986 | Đài thiên văn Brorfelde  | P. Jensen                                              |
| 5324 Lyapunov        | 1987 SL      | 22 tháng 9 năm 1987  | Nauchnij                 | L. G. Karachkina                                       |
| 5325 Silver          | 1988 JQ      | 12 tháng 5 năm 1988  | Palomar                  | C. S. Shoemaker                                        |
| 5326                 | 1988 RT6     | 8 tháng 9 năm 1988   | La Silla                 | H. Debehogne                                           |
| 5327                 | 1989 EX1     | 5 tháng 3 năm 1989   | Kleť                     | Z. Vávrová                                             |
| 5328 Nisiyamakoiti   | 1989 UH1     | 16 tháng 10 năm 1989 | Kushiro                  | S. Ueda, H. Kaneda                                     |
| 5329 Decaro          | 1989 YP      | 21 tháng 12 năm 1989 | Siding Spring            | R. H. McNaught                                         |
| 5330 Senrikyu        | 1990 BQ1     | 21 tháng 1 năm 1990  | Dynic                    | A. Sugie                                               |
| 5331 Erimomisaki     | 1990 BT1     | 27 tháng 1 năm 1990  | Kitami                   | K. Endate, K. Watanabe                                 |
| 5332 Davidaguilar    | 1990 DA      | 16 tháng 2 năm 1990  | Dynic                    | A. Sugie                                               |
| 5333 Kanaya          | 1990 UH      | 18 tháng 10 năm 1990 | Susono                   | M. Akiyama, T. Furuta                                  |
| 5334 Mishima         | 1991 CF      | 8 tháng 2 năm 1991   | Susono                   | M. Akiyama, T. Furuta                                  |
| 5335 Damocles        | 1991 DA      | 18 tháng 2 năm 1991  | Siding Spring            | R. H. McNaught                                         |
| 5336                 | 1991 JE1     | 7 tháng 5 năm 1991   | Uenohara                 | N. Kawasato                                            |
| 5337 Aoki            | 1991 LD      | 6 tháng 6 năm 1991   | Kiyosato                 | S. Otomo, O. Muramatsu                                 |
| 5338 Michelblanc     | 1991 RJ5     | 13 tháng 9 năm 1991  | Palomar                  | H. E. Holt                                             |
| 5339                 | 1992 CD      | 4 tháng 2 năm 1992   | Okutama                  | T. Hioki, S. Hayakawa                                  |
| 5340 Burton          | 4027 P-L     | 24 tháng 9 năm 1960  | Palomar                  | C. J. van Houten, I. van Houten-Groeneveld, T. Gehrels |
| 5341 Purgathofer     | 6040 P-L     | 24 tháng 9 năm 1960  | Palomar                  | C. J. van Houten, I. van Houten-Groeneveld, T. Gehrels |
| 5342 Le Poole        | 3129 T-2     | 30 tháng 9 năm 1973  | Palomar                  | C. J. van Houten, I. van Houten-Groeneveld, T. Gehrels |
| 5343 Ryzhov          | 1977 SG3     | 23 tháng 9 năm 1977  | Nauchnij                 | N. S. Chernykh                                         |
| 5344 Ryabov          | 1978 RN      | 1 tháng 9 năm 1978   | Nauchnij                 | N. S. Chernykh                                         |
| 5345 Boynton         | 1981 EY8     | 1 tháng 3 năm 1981   | Siding Spring            | S. J. Bus                                              |
| 5346                 | 1981 QE3     | 24 tháng 8 năm 1981  | La Silla                 | H. Debehogne                                           |
| 5347                 | 1985 DX2     | 24 tháng 2 năm 1985  | Palomar                  | E. F. Helin                                            |
| 5348                 | 1988 BB      | 16 tháng 1 năm 1988  | Chiyoda                  | T. Kojima                                              |
| 5349 Paulharris      | 1988 RA      | 7 tháng 9 năm 1988   | Palomar                  | E. F. Helin                                            |
| 5350 Epetersen       | 1989 GL1     | 3 tháng 4 năm 1989   | La Silla                 | E. W. Elst                                             |
| 5351 Diderot         | 1989 SG5     | 16 tháng 9 năm 1989  | La Silla                 | E. W. Elst                                             |
| 5352 Fujita          | 1989 YN      | 27 tháng 12 năm 1989 | Yatsugatake              | Y. Kushida, O. Muramatsu                               |
| 5353                 | 1989 YT      | 20 tháng 12 năm 1989 | Gekko                    | Y. Oshima                                              |
| 5354 Hisayo          | 1990 BJ2     | 30 tháng 1 năm 1990  | Kushiro                  | S. Ueda, H. Kaneda                                     |
| 5355 Akihiro         | 1991 CA      | 3 tháng 2 năm 1991   | Kushiro                  | S. Ueda, H. Kaneda                                     |
| 5356                 | 1991 FF1     | 21 tháng 3 năm 1991  | Kitami                   | K. Endate, K. Watanabe                                 |
| 5357                 | 1992 EL      | 2 tháng 3 năm 1992   | Kitami                   | T. Fujii, K. Watanabe                                  |
| 5358                 | 1992 QH      | 26 tháng 8 năm 1992  | Kushiro                  | S. Ueda, H. Kaneda                                     |
| 5359 Markzakharov    | 1974 QX1     | 24 tháng 8 năm 1974  | Nauchnij                 | L. I. Chernykh                                         |
| 5360 Rozhdestvenskij | 1975 VD9     | 8 tháng 11 năm 1975  | Nauchnij                 | N. S. Chernykh                                         |
| 5361 Goncharov       | 1976 YC2     | 16 tháng 12 năm 1976 | Nauchnij                 | L. I. Chernykh                                         |
| 5362 -               | 1978 CH      | 2 tháng 2 năm 1978   | Palomar                  | J. Gibson                                              |
| 5363 Kupka           | 1979 UQ      | 19 tháng 10 năm 1979 | Kleť                     | A. Mrkos                                               |
| 5364                 | 1980 RC1     | 2 tháng 9 năm 1980   | Kleť                     | Z. Vávrová                                             |
| 5365 Fievez          | 1981 EN1     | 7 tháng 3 năm 1981   | La Silla                 | H. Debehogne, G. DeSanctis                             |
| 5366 Rhianjones      | 1981 EY30    | 2 tháng 3 năm 1981   | Siding Spring            | S. J. Bus                                              |
| 5367 Sollenberger    | 1982 TT      | 13 tháng 10 năm 1982 | Anderson Mesa            | E. Bowell                                              |
| 5368 Vitagliano      | 1984 SW5     | 21 tháng 9 năm 1984  | La Silla                 | H. Debehogne                                           |
| 5369 Virgiugum       | 1985 SE1     | 22 tháng 9 năm 1985  | Đài thiên văn Zimmerwald | P. Wild                                                |
| 5370 Taranis         | 1986 RA      | 2 tháng 9 năm 1986   | Palomar                  | A. Maury                                               |
| 5371                 | 1987 VG1     | 15 tháng 11 năm 1987 | Kushiro                  | S. Ueda, H. Kaneda                                     |
| 5372 Bikki           | 1987 WS      | 29 tháng 11 năm 1987 | Kitami                   | K. Endate, K. Watanabe                                 |
| 5373                 | 1988 VV3     | 14 tháng 11 năm 1988 | Kushiro                  | S. Ueda, H. Kaneda                                     |
| 5374 Hokutosei       | 1989 AM1     | 4 tháng 1 năm 1989   | Kitami                   | M. Yanai, K. Watanabe                                  |
| 5375 Siedentopf      | 1989 AN6     | 11 tháng 1 năm 1989  | Tautenburg Observatory   | F. Börngen                                             |
| 5376                 | 1990 DD      | 16 tháng 2 năm 1990  | Kushiro                  | S. Ueda, H. Kaneda                                     |
| 5377 Komori          | 1991 FM      | 17 tháng 3 năm 1991  | Kiyosato                 | S. Otomo, O. Muramatsu                                 |
| 5378 Ellyett         | 1991 GD      | 9 tháng 4 năm 1991   | Siding Spring            | R. H. McNaught                                         |
| 5379 Abehiroshi      | 1991 HG      | 16 tháng 4 năm 1991  | Kiyosato                 | S. Otomo, O. Muramatsu                                 |
| 5380 Sprigg          | 1991 JT      | 7 tháng 5 năm 1991   | Siding Spring            | R. H. McNaught                                         |
| 5381 Sekhmet         | 1991 JY      | 14 tháng 5 năm 1991  | Palomar                  | C. S. Shoemaker                                        |
| 5382 McKay           | 1991 JR2     | 8 tháng 5 năm 1991   | Siding Spring            | R. H. McNaught                                         |
| 5383 Leavitt         | 4293 T-2     | 29 tháng 9 năm 1973  | Palomar                  | C. J. van Houten, I. van Houten-Groeneveld, T. Gehrels |
| 5384 Changjiangcun   | 1957 VA      | 11 tháng 11 năm 1957 | Nanking                  | Z. Jiaxiang                                            |
| 5385 Kamenka         | 1975 TS3     | 3 tháng 10 năm 1975  | Nauchnij                 | L. I. Chernykh                                         |
| 5386 Bajaja          | 1975 TH6     | 1 tháng 10 năm 1975  | El Leoncito              | Felix Aguilar Observatory                              |
| 5387 Casleo          | 1980 NB      | 11 tháng 7 năm 1980  | Cerro El Roble           | University of Chile                                    |
| 5388 Mottola         | 1981 ED1     | 5 tháng 3 năm 1981   | La Silla                 | H. Debehogne, G. DeSanctis                             |
| 5389 Choikaiyau      | 1981 UB10    | 29 tháng 10 năm 1981 | Nanking                  | Purple Mountain Observatory                            |
| 5390 Huichiming      | 1981 YO1     | 19 tháng 12 năm 1981 | Nanking                  | Purple Mountain Observatory                            |
| 5391 Emmons          | 1985 RE2     | 13 tháng 9 năm 1985  | Palomar                  | E. F. Helin                                            |
| 5392 Parker          | 1986 AK      | 12 tháng 1 năm 1986  | Palomar                  | C. S. Shoemaker                                        |
| 5393 Goldstein       | 1986 ET      | 5 tháng 3 năm 1986   | Anderson Mesa            | E. Bowell                                              |
| 5394 Jurgens         | 1986 EZ1     | 6 tháng 3 năm 1986   | Anderson Mesa            | E. Bowell                                              |
| 5395 Shosasaki       | 1988 RK11    | 14 tháng 9 năm 1988  | Cerro Tololo             | S. J. Bus                                              |
| 5396                 | 1988 SH1     | 20 tháng 9 năm 1988  | La Silla                 | H. Debehogne                                           |
| 5397 Vojislava       | 1988 VB5     | 14 tháng 11 năm 1988 | Gekko                    | Y. Oshima                                              |
| 5398                 | 1989 AK1     | 13 tháng 1 năm 1989  | Kushiro                  | S. Ueda, H. Kaneda                                     |
| 5399 Awa             | 1989 BT      | 29 tháng 1 năm 1989  | Tokushima                | M. Iwamoto, T. Furuta                                  |
| 5400                 | 1989 CM      | 4 tháng 2 năm 1989   | Kushiro                  | S. Ueda, H. Kaneda                                     |